# Marta Torrens Mèlich
Marta Torrens Mèlich és una investigadora, catedràtica de la Universitat Autònoma de Barcelona i metgessa psiquiatra catalana. És especialista en addiccions i en trastorns psiquiatrics, i actualment dirigeix el procés d'Addiccions de l'Institut de Neuropsiquiatria i Addiccions a l'Institut Hospital del Mar d'Investigacions Mèdiques (IMIM) de Barcelona.
Ha rebut diversos premis nacionals i internacionals i és consultora i assessora de diversos organismes internacionals, com ara l'Organització Mundial de la Salut, l'Organització de les Nacions Unides o l'Observatori Europeu per les Drogues. La seva expertesa internacional sobre drogoaddiccions també l'ha portat a ser ponent i conferenciant a l'Oficina de les Nacions Unides contra la Droga i el Delicte (UNODC).